# Syneches periscelis
Syneches periscelis är en tvåvingeart som beskrevs av Axel Leonard Melander 1928. Syneches periscelis ingår i släktet Syneches och familjen puckeldansflugor. Inga underarter finns listade i Catalogue of Life.